# نيناد فوشكوفيتش
نيناد فوشكوفيتش هو لاعب كرة قدم كرواتي في مركز الهجوم، ولد في 20 ديسمبر 1976 في جمهورية يوغوسلافيا الاشتراكية الاتحادية. لعب مع تنس بوروسيا برلين ونادي فاراجدين وهايدوك سبليت ويونيون برلين.

## وصلات خارجية
- نيناد فوشكوفيتش على موقع قاعدة بيانات كرة القدم.إي يو (الإنجليزية)
- نيناد فوشكوفيتش على موقع بيانات كرة القدم. دي إي (الألمانية)
- نيناد فوشكوفيتش على موقع عالم كرة القدم.نت (الإنجليزية)